# Maserati Biturbo

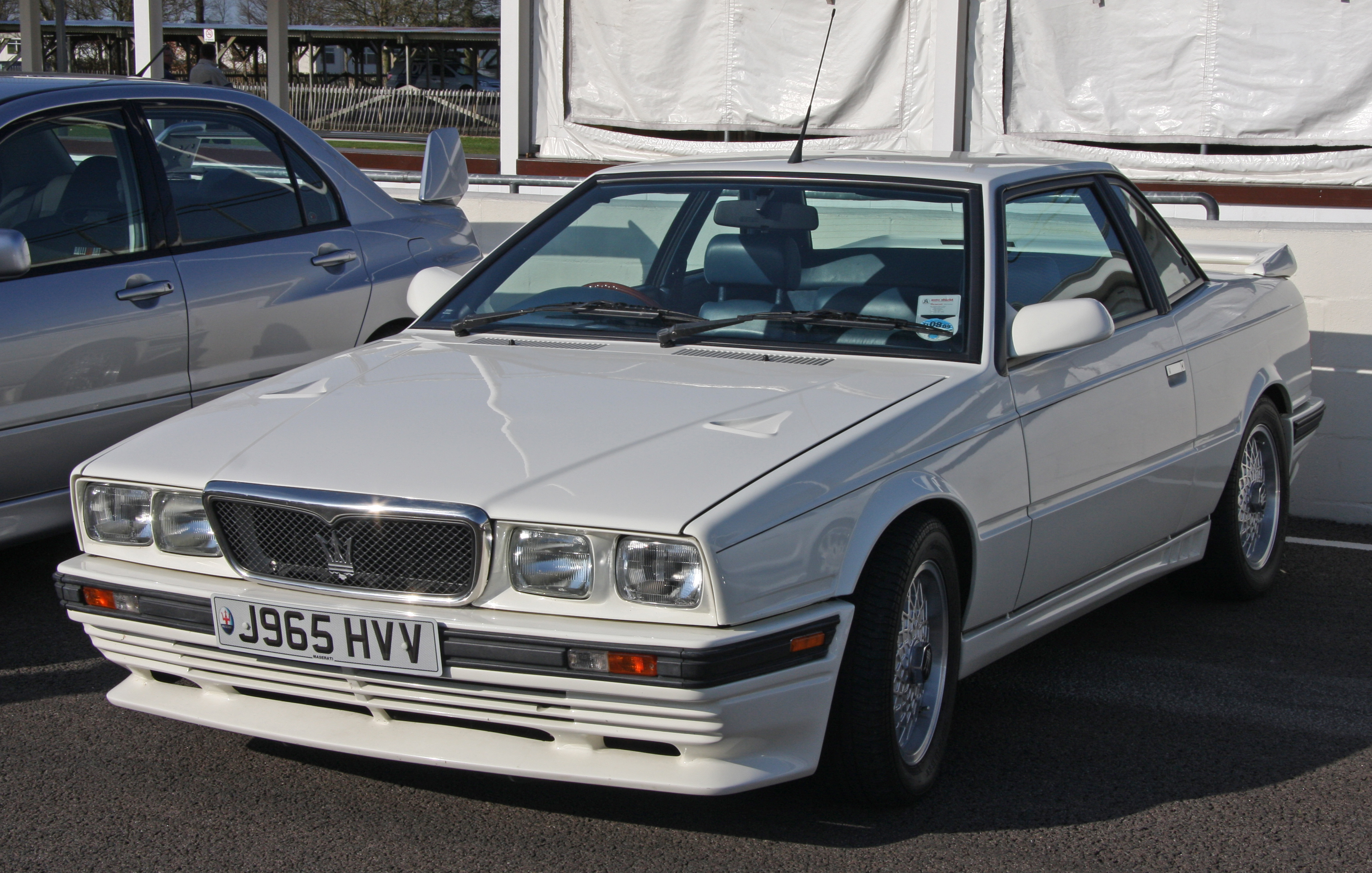
Maserati Biturbo

El Maserati Biturbo Fue una serie de autos gran turismo producidos por el fabricante de autos deportivos y de lujo Maserati, entre 1981 y 1994. El Maserati Biturbo original era un cupé de 2 puertas y 4 plazas (de dimensiones poco más pequeñas que el BMW Serie 3 de la época) como su nombre lo indica contaba con un motor V6 de 2 litros con 2 turbocompresores y un interior de lujo.  
El auto fue diseñado por Pierangelo Andreani, jefe del centro Stile Maserati hasta 1981, algo influenciado por el diseño del actual Quattroporte de 3° generación.  
Todos los modelos desde el nacimiento de el Maserati Biturbo en 1981 hasta 1997 se basaron en la arquitectura original de el Biturbo, incluyendo el Shamal y el Ghibli II. El Barchetta, muy diferente a los demás autos monta el motor original del Biturbo  
Todos los modelos de la serie Biturbo de 4 puertas llevan 3 cifras como nombre, siendo el "4" la primera cifra en su nombre, y los 2 siguientes números la cilindrada del vehículo, a excepción de algunos como el 430 o el 424; todos ellos basados en los modelos de 2 puertas Biturbo (222, 224...)con una amplia distancia entre ejes. Estaban disponibles en varios "versiones": once modelos diferentes, cada uno de ellos equipado con una versión del motor V6 Biturbo (2,0 L, 2,5 L y 2,8 L) que le pertenece. Además de ser bastante exitoso como un modelo general algunas versiones son muy raras, por ejemplo, el 4.18v fue construido 77 veces y se vendió exclusivamente en Italia. Los modelos basados en el Biturbo y sus derivados fueron los únicos disponibles de  Maserati, entre 1981 y 1998 y en varios mercados, incluso entre 1986 y 1994 (cuando el Royale no se había vendido debido a problemas de emisiones). 
La 430 fue la última versión de la de 4 puertas Biturbo, cuyos elementos técnicos y de diseño se utilizaron para el Quattroporte IV. Algunos de ellos, aterrizaron en Australia, con al menos un modelo de producción de 1995 todavía en uso a partir de 2009.